# Georgina Gotch
Georgina Gotch (9 de abril de 1994) es una deportista australiana que compitió en remo. Ganó una medalla de bronce en el Campeonato Mundial de Remo de 2018, en la prueba de ocho con timonel.

## Palmarés internacional
| Campeonato Mundial | Campeonato Mundial | Campeonato Mundial | Campeonato Mundial |
| Año                | Lugar              | Medalla            | Prueba             |
| ------------------ | ------------------ | ------------------ | ------------------ |
| 2018               | Plovdiv (Bulgaria) | Medalla de bronce  | Ocho con timonel   |